# آشلي سكوت
آشلي سكوت (بالإنجليزية: Ashley Scott)‏ مواليد 13 يوليو 1977 في لويزيانا، الولايات المتحدة، هي ممثلة أمريكية بدأت مسيرتها الفنية عام 2001.

## وصلات خارجية
- آشلي سكوت على موقع IMDb (الإنجليزية)
- آشلي سكوت على موقع ألو سيني (الفرنسية)
- آشلي سكوت على موقع أول موفي (الإنجليزية)
- آشلي سكوت على موقع قاعدة بيانات الأفلام السويدية (السويدية)
- آشلي سكوت على موقع إن إن دي بي (الإنجليزية)
- آشلي سكوت على موقع قاعدة بيانات الفيلم (الإنجليزية)
- آشلي سكوت على موقع كينوبويسك (الروسية)